# Pachisi
Le pachisi est un jeu de société originaire de l'Inde ; on dit généralement que c'est le jeu national traditionnel indien. Il se joue sur un tablier en forme de croix aux quatre branches égales. Les joueurs déplacent leurs pièces autour du circuit selon le résultat du jet de 6 cauris. Le nombre de fentes visibles indique la plupart du temps le nombre de cases dont on peut avancer un pion.
Le nom du jeu viendrait du mot hindî/ourdou पचीसी pachis qui signifie vingt-cinq, le plus grand score réalisable avec six cauris.

## Histoire

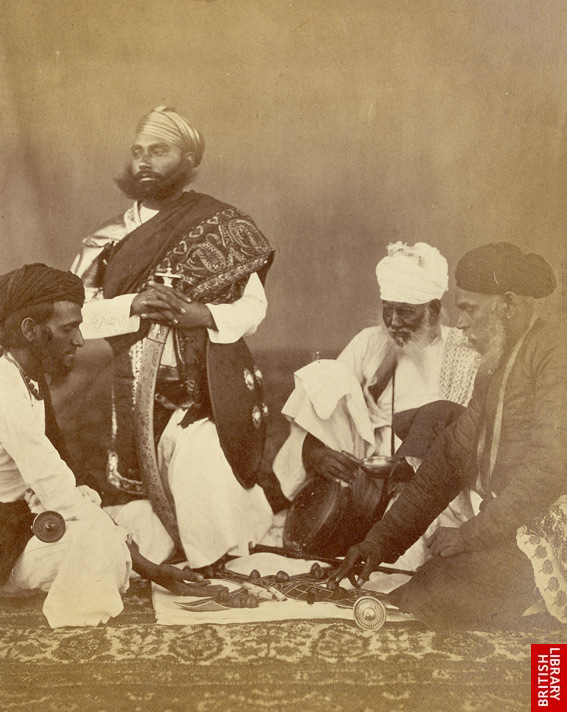
Photographie par le Britannique Eugene Clutterbuck Impey de rajputs jouant au pachisi en Inde en 1860

Le pachisi est adapté aux États-Unis, sous la marque déposée parcheesi en 1867. Il est également à  l'origine du ludo déposé en 1896 en Grande-Bretagne, du Hâte-toi lentement suisse, du T'en fais pas d'origine allemande ou du jeu des petits chevaux français. Des similarités peuvent être trouvées avec d'autres jeux occidentaux ou asiatiques, comme le yunnori, coréen d'origine chinoise. Le parji mongol est également un descendant de ce jeu.
Si l'on a rattaché un moment à cette famille de jeux le Patolli mexicain, les « historiens » s'accordent aujourd'hui pour réfuter toute filiation malgré la ressemblance des tabliers de jeu.
Ce jeu est probablement l'héritier de versions bien plus anciennes, dont on trouve des traces archéologiques en Inde et dans tout le moyen orient, jusqu'en Égypte ancienne

## Règles
Il existe de nombreuses variantes. La règle la plus communément pratiquée se joue en jetant 6 cauris. Selon le nombre de faces fendues qui apparaissent, on détermine le nombre de cases à avancer et si l'on peut rejouer ou non :
| Nombre de cauris | Nombre de cases | Rejouer |
| ---------------- | --------------- | ------- |
| 0                | 25              | Oui     |
| 1                | 10              | Oui     |
| 2                | 2               |         |
| 3                | 3               |         |
| 4                | 4               |         |
| 5                | 5               |         |
| 6                | 6               | Oui     |

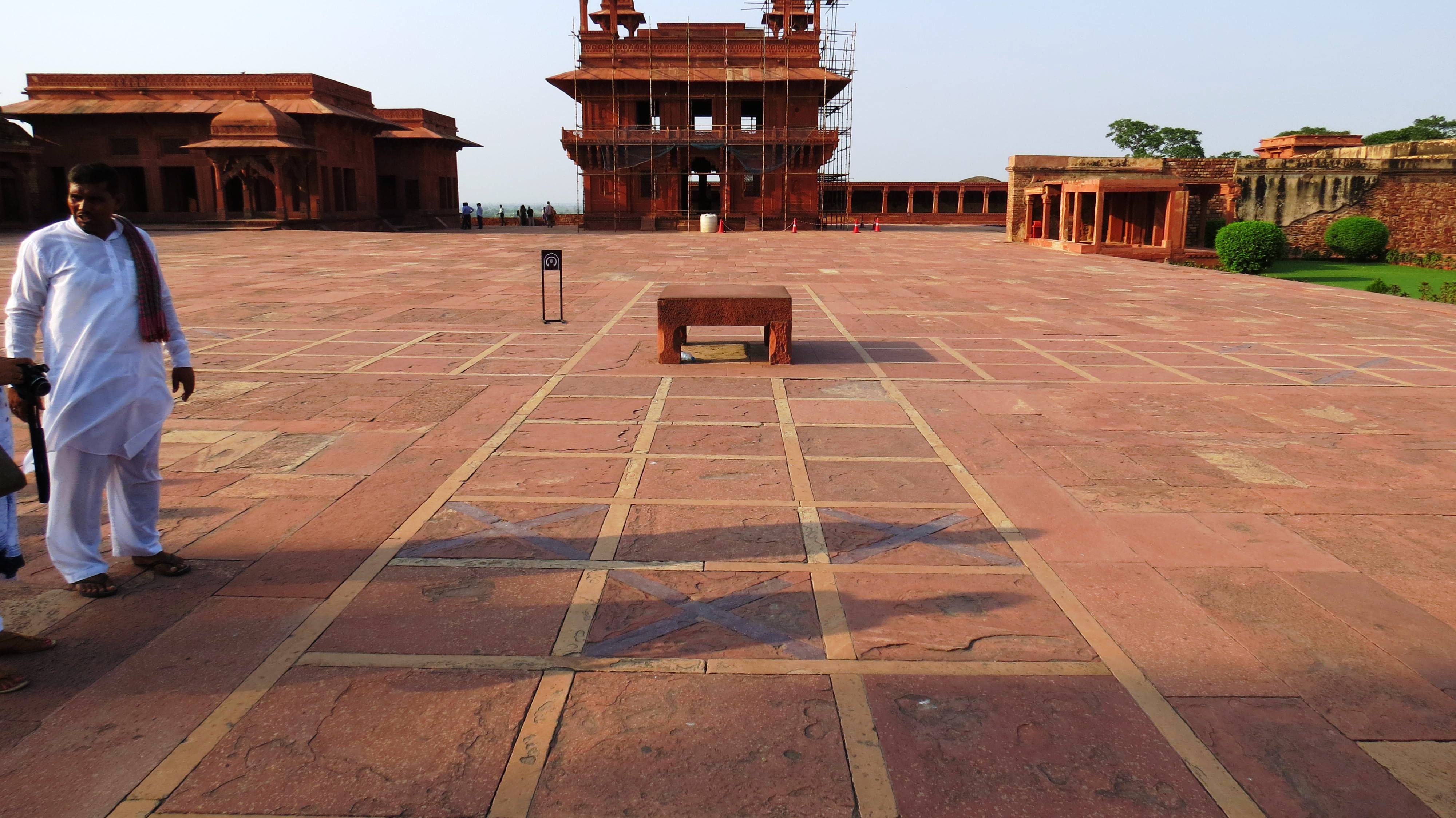
Cour du parchisi à Fatehpur-Sikri, capitale de l'Empire moghol (1526–1857)

On joue généralement dans le sens inverse des aiguilles d'une montre. Les pions sont situés au départ au centre du tablier. Ils doivent descendre vers l'extrémité d'un bras de la croix, faire tout le tour et remonter par le même chemin qu'ils ont descendu.